# Rigsminister
Rigsminister (tysk: Reichsminister) var titlen for ministre i den tyske centralregering under Weimarrepublikken og Nazi-Tyskland, 1919-1945.